# Jasan-dong, Gimcheon
Jasan-dong (koreanska: 자산동) är en stadsdel i staden Gimcheon i provinsen Norra Gyeongsang i den centrala delen av Sydkorea, 190 km sydost om huvudstaden Seoul.